# Конти
Конти (фр. Conty) насеље је и општина у североисточној Француској у региону Пикардија, у департману Сома која припада префектури Амјен.
По подацима из 1999. године у општини је живело 1659 становника, а густина насељености је износила 69 становника/km². Општина се простире на површини од 23,72 km². Налази се на средњој надморској висини од 58 метара (максималној 182 m, а минималној 46 m).

## Демографија
| 1962. | 1968. | 1975. | 1982. | 1990. | 1999. |
| ----- | ----- | ----- | ----- | ----- | ----- |
| 1.638 | 1.670 | 1.554 | 1.434 | 1.541 | 1.659 |

График промене броја становника у току последњих година